# Elophos leptogramma
Elophos leptogramma là một loài bướm đêm trong họ Geometridae.